# Christus factus est, WAB 11
Christus factus est, WAB 11, est la troisième mise en musique du graduel Christus factus est composée par Anton Bruckner en 1884. Auparavant, Bruckner avait composé en 1844, une première œuvre sur le même texte comme graduel de la Messe für den Gründonnerstag, WAB 9, et en 1873, un motet (WAB 10) pour chœur mixte à huit voix, trois trombones et instruments à cordes ad libitum.

## Historique
Bruckner a composé ce motet le 25 mai 1884,. La pièce a été réalisée six mois plus tard, le 9 novembre, dans la Wiener Hofmusikkapelle. Bruckner a dédié l'œuvre à son élèvee Oddo Loidol,. Le manuscrit est dans une collection privée (Dr Arthur Wilhelm, Bottmingen). Des transcriptions en figurent à l'Abbaye de Kremsmünster et l'Österreichische Nationalbibliothek. Le motet a été publié avec trois autres graduels (Locus iste, WAB 23, Os justi, WAB 30, et Virga Jesse, WAB 52) par Theodor Rättig, Vienne en 1886. Le motet est édité dans le Volume XXI/30 de la Bruckner Gesamtausgabe.

## Texte
Christus factus est est le graduel des messes du dimanche des Rameaux, du Jeudi saint et du Vendredi saint :
| Christus factus est pro nobis obediens usque ad mortem, mortem autem crucis. Propter quod et Deus exaltavit illum et dedit illi nomen, quod est super omne nomen. | Le Christ s'est fait pour nous obéissant jusqu'à la mort, et à la mort de la croix. C'est pourquoi Dieu l'a exalté, et lui a donné le Nom qui est au-dessus de tout nom. |

## Composition
L'œuvre de 79 mesures en ré mineur, d'une durée d'environ cinq minutes, est conçue pour chœur mixte a cappella.
Dans la première section (mesures 1-19), jusqu'à "mortem autem crucis", le chœur chante en homophonie. Il exprime dans la sombre partition combien inhumaine est le demande de Dieu d'une implacable obéissance jusqu'à la mort, même sur la croix. Après une pause d'une mesure (mesure 20), le motet évolue en vagues d'intensification, avec deux Dresdner Amen sur le texte "exaltavit illum" (mesures 23-24) et "super omne nomen" (mesures 37-38), respectivement. Après une seconde pause d'une mesure (mesure 56), le motet atteint un climax dramatique (mesures 57-62). Ensuite, il évolue diminuendo et la tristesse du début revient avec la coda de huit mesures en pianissimo, similaire à celle de la mise en musique précédente de 1873. Via les modulations et le chromatisme, Bruckner atteint une grande expressivité du texte de la Passion.
Bruckner a composé le motet quand il préparait l'exécution de sa septième symphonie et révisait son Te Deum. La deuxième partie du leitmotiv du Graal du Parsifal de Wagner, que Bruckner avait entendu à Bayreuth en 1882, utilise aussi le Dresdner Amen,.

## Discographie
Le premier enregistrement du Christus factus est, WAB 11, a eu lieu en 1928 :
- Gustav Schauerte, Paderborner Domchor – 78 tours Polydor/Grammophon 27 137, 1928

Une sélection parmi les quelque 100 enregistrements:
- Eric Ericson, Chœur de la Radio suédoise, Treasures – CD : Caprice Records PAC 21814, 1975
- Matthew Best, Corydon Singers, Bruckner: Motets – CD : Hyperion CDA66062, 1982
- Wolfgang Schäfer, Ensemble Vocal de Fribourg, Anton Bruckner: Motetten – CD : Christophorus 74 501, 1984
- Philippe Herreweghe, la Chapelle Royale/Collegium Vocale, Ensemble Musique Oblique, Bruckner: Messe en mi mineur; Motets – CD : Harmonia Mundi France HMC 901322, 1989
- Rolf Schweizer, Motettenchor Pforzheim, Bruckner: Messe e-Moll, Motetten  – CD : Mediaphon 72 137, 1992
- Jonathan Brown, Chœur de l'Abbaye d'Ealing,  Anton Bruckner: Sacred Motets – CD : un Héraut HAVPCD 213, 1997
- Hans-Christoph Rademann, NDRe-Chor de Hambourg, Anton Bruckner: Ave Maria – Carus 83.151, 2000
- Stephen Layton, Polyphony Choir, Bruckner: Mass in E minor & Motets – CD : Hyperion CDA 67629, 2007
- Erwin Ortner, Arnold Schoenberg Chor, Anton Bruckner: Tantum ergo – CD : ASC Edition 3, édité par la chorale, 2008
- Otto Kargl, Domkantorei St. Pölten, Cappela Nouvelle Graz, Bruckner: Messe e-Moll, CD : ORF CD 3174, 2013
- Philipp Ahmann, MDR Rundfunkchor Leipzig, Anton Bruckner & Michael Haydn - Motets – SACD : Pentatone PTC 5186 868, 2021

## Sources
- Max Auer, Anton Bruckner als Kirchenmusiker, G. Bosse, Ratisbonne, 1927
- Anton Bruckner – Sämtliche Werke, Band XXI: Kleine Kirchenmusikwerke, Musikwissenschaftlicher Verlag der Internationalen Bruckner-Gesellschaft, Hans Bauernfeind et Leopold Nowak (Éditeurs), Vienne, 1984/2001
- Cornelis van Zwol, Anton Bruckner 1824-1896 – Leven en werken, uitg. Thot, Bussum, Pays-Bas, 2012.  (ISBN 978-90-6868-590-9)
- Uwe Harten, Anton Bruckner. Ein Handbuch. Residenz Verlag, Salzburg, 1996.  (ISBN 3-7017-1030-9)